# 인간탐구쇼 아이스크림
《인간탐구쇼 아이스크림》은 MBC에서 2007년 3월 15일부터 2007년 4월 26일까지 매주 목요일 밤 11시 05분 ~ 12시에 방송된 멀티정보 버라이어티 프로그램인데 2회까지는 ‘정보 버라이어티’라는 목적에 충실해 인간 고유의 본능인 ‘짝짓기’ ‘식탐’ 등의 탐구 결과를 방송하다 3회부터는 절반이 신변잡기 토크쇼로 변했고 그 이후에는 무리한 벌칙을 시키는 ‘셀프벌칙쇼 누가왕’이라는 코너를 전면에 등장시켜 시청률 부진을 면치 못했으며 결국 6회 만에 단명했다.

## 출연자
- 박수홍, 정형돈, 서경석, 정찬우, 박경림, 김인석, 박신영, 김재우, 심민, 김구라, 조원석, 한영

## 방송 목록
| 회차 | 방영 일자       | 주제     | 출연자                                                                                    | 비고   |
| ---- | --------------- | -------- | ----------------------------------------------------------------------------------------- | ------ |
| 1    | 2007년 3월 15일 | 짝짓기   | - 정찬우, 박수홍, 서경석, 박경림, 김인석, 박신영                                          |        |
| 2    | 2007년 3월 22일 | 식탐     | - 진행 - 박수홍 - '컵이냐'팀 - 정찬우, 김재우, 심민 - '콘이냐'팀 - 서경석, 김구라, 김인석 |        |
| 3    | 2007년 3월 29일 | 내기본능 | - 진행 - 박수홍 - '컵이냐'팀 - 정찬우, 조원석, 심민 - '콘이냐'팀 - 서경석, 김구라, 김인석 |        |
| 4    | 2007년 4월 12일 | 거짓말   | - 진행 - 박수홍 - '컵이냐'팀 - 정찬우, 조원석, 심민 - '콘이냐'팀 - 서경석, 김구라, 김인석 |        |
| 5    | 2007년 4월 19일 | 냄새     | - 진행 - 박수홍 - '컵이냐'팀 - 정찬우, 조원석, 한영 - '콘이냐'팀 - 서경석, 정형돈, 김인석 |        |
| 6    | 2007년 4월 26일 | 웃음     | - 진행 - 박수홍 - '찬우'팀 - 정찬우, 정형돈, 한영 - '경석'팀 - 서경석, 조원석, 김인석     | 최종회 |

## 결방
- 2007년 4월 5일 - 뉴스 특보 편성